# Murtalbahn

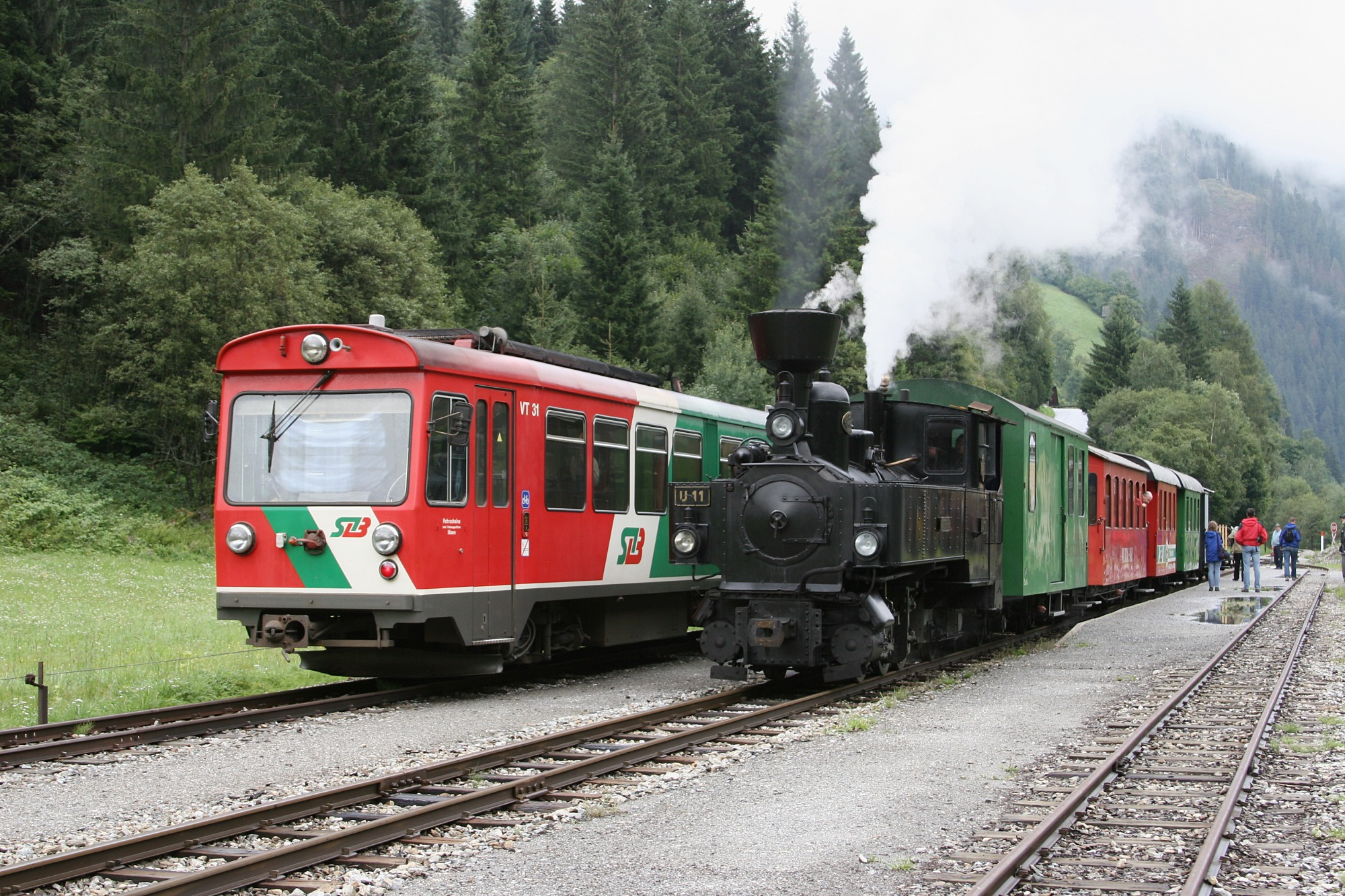
Motorový vůz a parní lokomotiva na nádraží Ramingstein-Thomatal

Murtalbahn neboli Železnice v údolí Murau je úzkorozchodná dráha s rozchodem 760 mm, která prochází údolím řeky Mury v rakouské spolkové zemi Štýrsku. Trať vede z Unzmarktu přes okresní město Murau do Tamswegu. Železnici obhospodařují Štýrské zemské dráhy (Steiermärkische Landesbahnen) a se 65 kilometry délky jde o druhou nejdelší úzkokolejnou trať v Rakousku.

## Historie
Trať mezi Unzmarktem a Mauterndorfem byla uvedena do provozu v říjnu 1894.
V březnu 1973 byla pro veřejnou osobní dopravu uzavřena trať v úseku mezi Tamswegem a Mauterndorfem. Dnes se o ni stará klub železničních nadšenců Spolek přátel Murtalbahn Club 760, který ji provozuje jako turistickou muzejní železnici.

## Muzeum
Spolek přátel Murtalbahn Club 760 provozuje v bývalém lokomotivním depu v městečku Frojach Katschtal na této trati železniční muzeum.